# Кайни
Кайни (пол. Kajny, нім. Kainen) — село в Польщі, у гміні Йонково Ольштинського повіту Вармінсько-Мазурського воєводства.
Населення — 72 особи (2011).

## Демографія
Демографічна структура станом на 31 березня 2011 року:
|          | Загалом | Допрацездатний вік | Працездатний вік | Постпрацездатний вік |
| -------- | ------- | ------------------ | ---------------- | -------------------- |
| Чоловіки | 35      | 10                 | 23               | 2                    |
| Жінки    | 37      | 12                 | 20               | 5                    |
| Разом    | 72      | 22                 | 43               | 7                    |